# Grande cometa

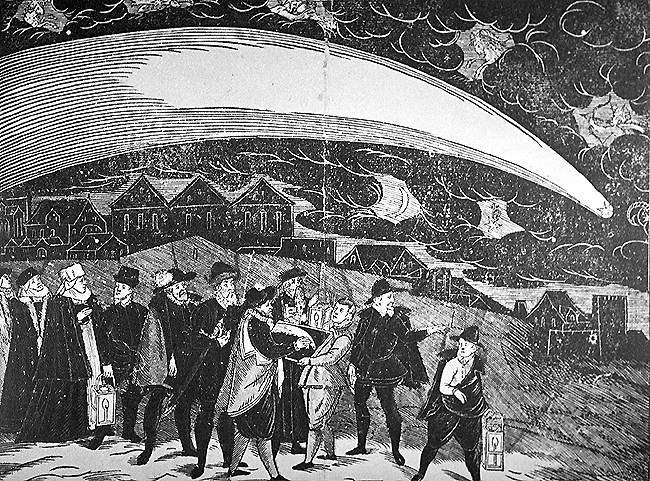
O Grande Cometa de 1577, retratado em uma xilogravura, sobre Praga.

Um grande cometa é um cometa que se torna excepcionalmente brilhante. Não existe uma definição oficial; muitas vezes o termo está ligado a cometas, como o cometa Halley, que são brilhantes o suficiente para ser observado por observadores casuais que não estão ativamente procurando por eles, e se tornam bem conhecidos fora da comunidade astronômica. Grandes cometas são raros; em média, apenas um irá aparecer em cada década. Embora os cometas são oficialmente nome de seus descobridores, grandes cometas às vezes são também referidos pelo ano em que aparecem grandes, usando a formulação "O Grande Cometa de ...", seguido do ano.

## Causas

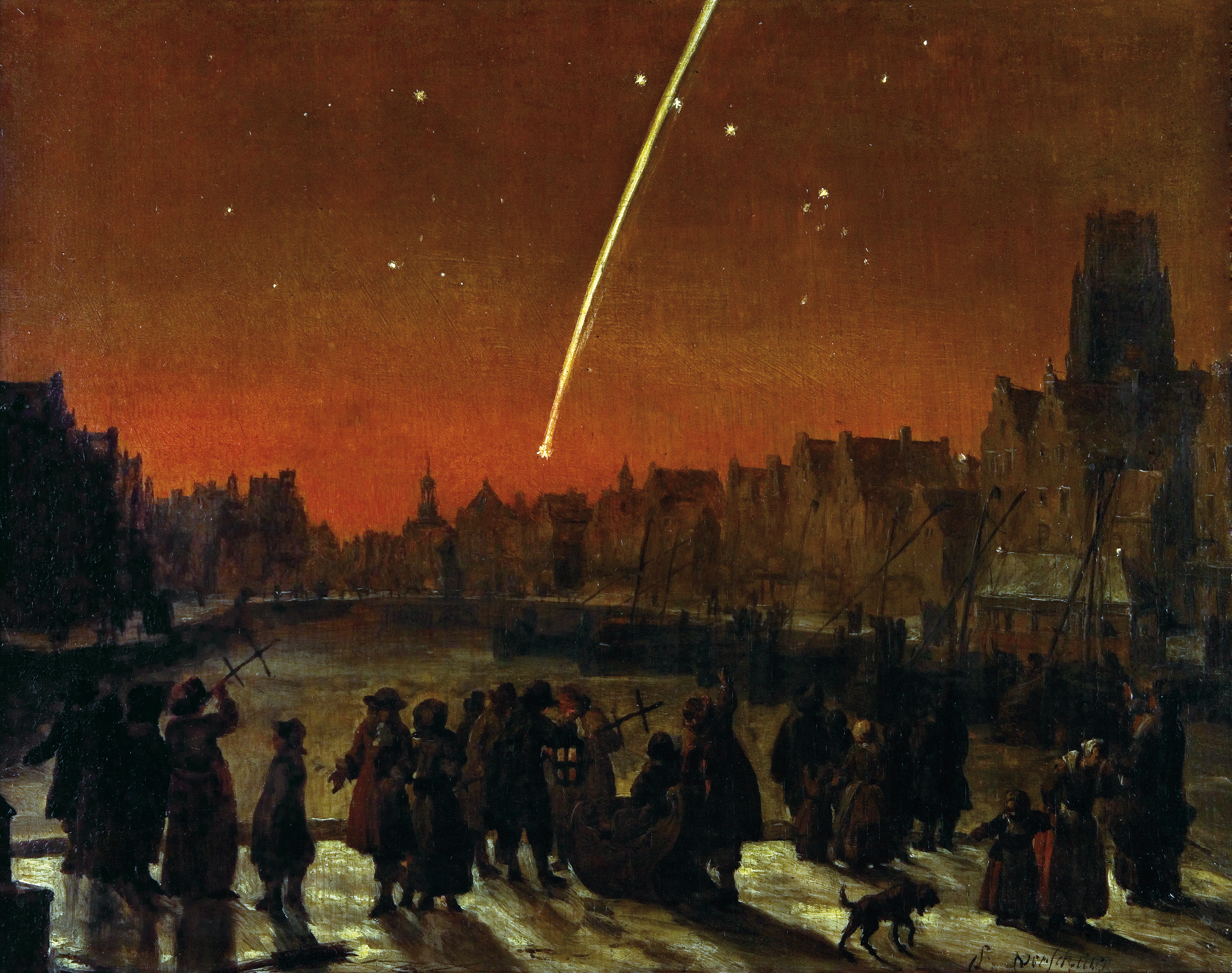
Grande Cometa de 1680

A grande maioria dos cometas nunca são brilhantes o suficiente para serem vistos a olho nu, e, geralmente, passam pelo Sistema Solar sem serem vistos por ninguém, exceto os astrônomos. No entanto, de vez em quando um cometa pode se iluminar o suficiente para ser visto olho nu, e ainda mais raramente pode se tornar tão brilhante quanto ou mais brilhante do que as estrelas mais brilhantes. Os requisitos para que isso ocorra são: um grande e ativo núcleo, uma aproximação perto do Sol, e uma aproximação perto da Terra. Um cometa que cumpri todos os três destes critérios será certamente espetacular. Às vezes, um cometa falha em um critério e ainda é extremamente impressionante. Por exemplo, o cometa Hale-Bopp tinha um núcleo excepcionalmente grande e ativo, mas não se aproximou do Sol perto o suficiente, no entanto, ainda se tornou um cometa extremamente famoso e bem observado. Igualmente, o cometa Hyakutake foi um pequeno cometa, mas apareceu brilhante, porque ele passou muito perto da Terra.

### Tamanho e atividade do núcleo
Núcleos de cometas variam em tamanho de algumas centenas de metros de diâmetro ou menos para vários quilômetros de diâmetro. Quando eles se aproximam do Sol, grandes quantidades de gás e poeira são ejetados pelo núcleo de cometa, devido ao aquecimento solar. Um fator crucial na forma como um cometa brilhante se torna é o quão grande e quão ativo é o seu núcleo. Muitos retornam ao interior do Sistema Solar, quando os núcleos se esgotam em material volátil e, portanto, são muito menos brilhante do que os cometas que estão fazendo sua primeira passagem pelo Sistema Solar.
O brilho repentino do cometa 17P/Holmes em 2007, mostrou a importância da atividade do núcleo no brilho do cometa. Entre 23 a 24 de outubro de 2007 o cometa sofreu uma súbita explosão que causou a luminosidade pelo fator de cerca de meio milhão. A inesperadamente luminosidade a partir de um valor aparente de cerca de 17 a cerca de 2.8 em um período de apenas 42 horas, se tornando visível a olho nu. O cometa 17P/Holmes foi temporariamente o maior objeto (em raio) no Sistema Solar, embora seu núcleo é estimado em apenas cerca de 3.4 km de diâmetro.

### Estreita aproximação do periélio
O brilho de um corpo varia de acordo com a distância do Sol. Isto é, se a distância de um objeto a partir do Sol é reduzido pela metade, seu brilho é quadruplicado. No entanto, cometas se comportam de maneira diferente, devido à erupção de grandes quantidades de gás volátil que em seguida também refletem a luz solar e podem também apresentam fluorescência. Seu brilho varia aproximadamente de acordo com a distância do Sol, o que significa que se a distância de um cometa do Sol é reduzido pela metade, ele vai se tornar oito vezes mais brilhante.
Isto significa que o brilho máximo de um cometa depende significativamente da sua distância a partir do Sol. Para a maioria dos cometas, o periélio de sua órbita se encontra fora da órbita da Terra. Qualquer cometa se aproxima do Sol para a menos de 0.5 UA pode ter a chance de se tornar um grande cometa.

## Estreita aproximação com a Terra

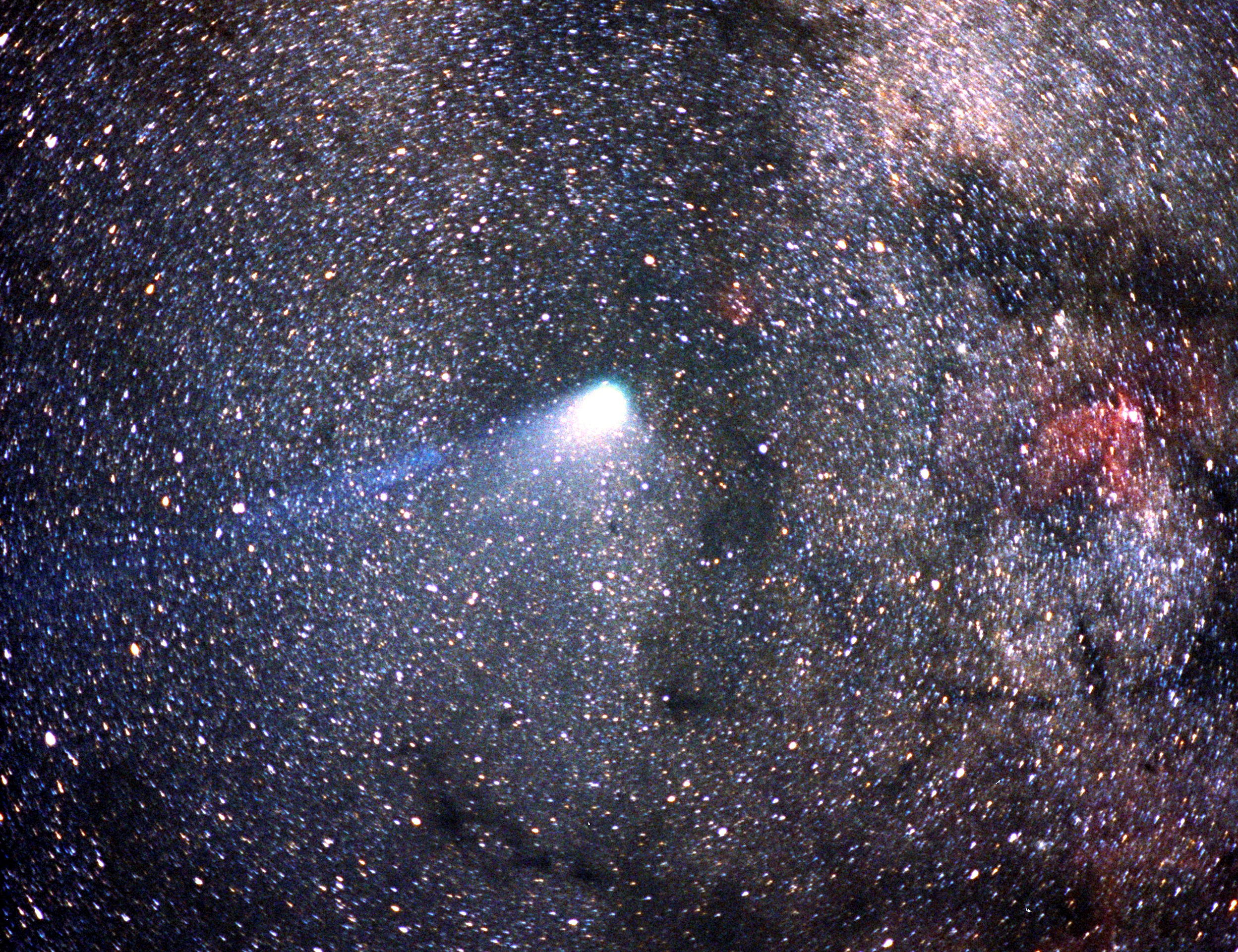
Cometa Halley de 1986 foi bastante modesto em comparação com alguns dos mais brilhantes.

Para um cometa para se tornar espetacular, ele também precisa passar perto da Terra. Cometa Halley, por exemplo, é geralmente muito brilhante quando passa a cada 76 anos, mas durante a sua aparição de 1986, sua aproximação mais próxima de acordo coma a Terra foi quase o mais distante. O cometa se tornou visível a olho nu, mas foi definitivamente espetacular. Por outro lado, o pequeno e fraco intrinsecamente Cometa Hyakutake (C/1996 B2) apareceu muito brilhante e espetacular, devido à sua aproximação muito próxima à Terra em março de 1996. A sua passagem perto da Terra foi uma das aproximações de cometas mais próximas no registro.

## Lista de grandes cometas
Os grandes cometas dos últimos dois milênios incluem:
- Sem nome – 373–372 A.C.[1][2]
- Cometa Halley – 87 A.C.[2]
- Cometa Caesar – 44 A.C.[3]
- Cometa Halley – 12 A.C.[2]
- Cometa Halley – 1066
- Grande Cometa de 1106
- Grande Cometa de 1264[4]
- Grande Cometa de 1402
- Grande Cometa de 1556[5]
- Grande Cometa de 1577
- Grande Cometa de 1618
- Grande Cometa de 1680
- Grande Cometa de 1744
- Grande Cometa de 1811
- Grande Cometa de 1843
- Cometa Donati – 1858
- Grande Cometa de 1861
- Cometa Coggia – 1874
- Grande Cometa de 1882
- Grande Cometa de 1901
- Grande Cometa de Janeiro de 1910
- Cometa Halley – 1910
- Cometa Skjellerup–Maristany – 1927
- Cometa Arend–Roland – 1957
- Cometa Seki-Lines – 1962[6]
- Cometa Ikeya–Seki – 1965
- Cometa West – 1976[2]
- Cometa Hyakutake – 1996
- Cometa Hale–Bopp – 1997
- Cometa McNaught – 2007
- Cometa Lovejoy – 2011